# Ana Paula Barrote
Ana Paula Barrote é uma modelo brasileira de São Paulo.
Em 1994, ela conquistou o título de Miss Brasil Internacional. É a 10ª representante de seu estado a ostentar esse título. Representou o Brasil no Miss Internacional, ocorrido em Ise (Japão), mas não foi classificada.
Em 2008, ela foi rainha da bateria da escola de samba Unidos de Vila Alemã.